# NGC 3909
NGC 3909 (również ESO 217-SC8) – gromada otwarta znajdująca się w gwiazdozbiorze Centaura. Odkrył ją John Herschel 1 marca 1835 roku. Jest położona w odległości ok. 3,6 tys. lat świetlnych od Słońca.